# Takács Éva (író)
Takács Éva, Takáts (Rákospalota, 1779. március 10. – Pest, 1845. október 19.) írónő, az első magyar nőjogi publicista. Karacs Ferenc rézmetsző neje, Karacs Teréznek, a nőnevelés egyik úttörőjének édesanyja.

## Élete
Az 1694. szeptember 10-én armálist szerzett nemes Takács másképp Deák családnak a sarja. Apja, nemes Takáts Ádám, református lelkész, anyja Bessenyey Éva úrnő volt. Apja és nagyapja művelt református lelkészek voltak, akik fordítással és versírással is foglalkoztak, így a családjában a széleskörű műveltséggel rendelkezett. Takács Éva 17 évesen, miután szülei elhunytak, munkát keresett, hogy testvérei taníttatását támogatni tudja. Hímezni tanított úrilányokat és kenyérsütést is végzett, naponta 25-30 vekni kenyeret készített. 1802-ben kötött házasságot Karacs Ferenc rézmetszővel. Pesten álló házuk, az ún. “Karacs-Tusculanum”, találkozóhelyül szolgált a korabeli értelmiségi és művészvilág számára. A család barátai között tudhatta Kántornét, Laborfalvi Rózát, Virág Benedeket, Fáy Andrást és Kisfaludy Károlyt is. Karacsék hat gyermeket neveltek, közülük mindegyik – a lányokat is beleértve – szakmát is tanult, hogy az önálló életre felkészüljön.
Barátai biztatására Takács Éva gondolatait egyhamar a nagyközönséggel is megosztotta. A Tudományos Gyűjtemény szerkesztője, Prepelitzay Sámuel felkérte Takács Évát, hogy Sebestyén Gábor színdarabjáról kritikát írjon, melyben a mások által is gyengének tartott darabot fércműnek titulálta. A szerző a nőket ostobának és erkölcstelennek állította be, ezt Éva visszautasította. Kritikájának nagy visszhangja lett, melyet egy öt évig tartó vita követett. Takács Éva az elsők között hirdette a női és a férfi intellektus egyenértékűségét.
Cikkei a Tudom. Gyűjteményben (1822. XII. A leánykák házi neveléséről, 1823. VIII. A házasságban lévő asszonyok kötelességeikről, 1824. VI. Barátságos beszélgetés a földmívelő nép állapotjáról, 1825. XI., 1826. IX. Egy barátnémhoz írt két levelem nemünk érdekében); elbeszélése van a Hebeben (1826).

## Munkái
1. Feleletek a Szent Gellért hegye mellől. Buda, 1828
2. Gondolatok a nap alatt. Uo. 1829. (T. É. munkái I.).
3. Eredeti elbeszélések. Uo. 1829. (T. É. munkái II.).
4. Karacs Ferencné Takács Éva válogatott munkái. Magyar irodalmi ritkaságok (31.). Egyetemi Nyomda, Budapest, 1935